# Древнеримские причёски

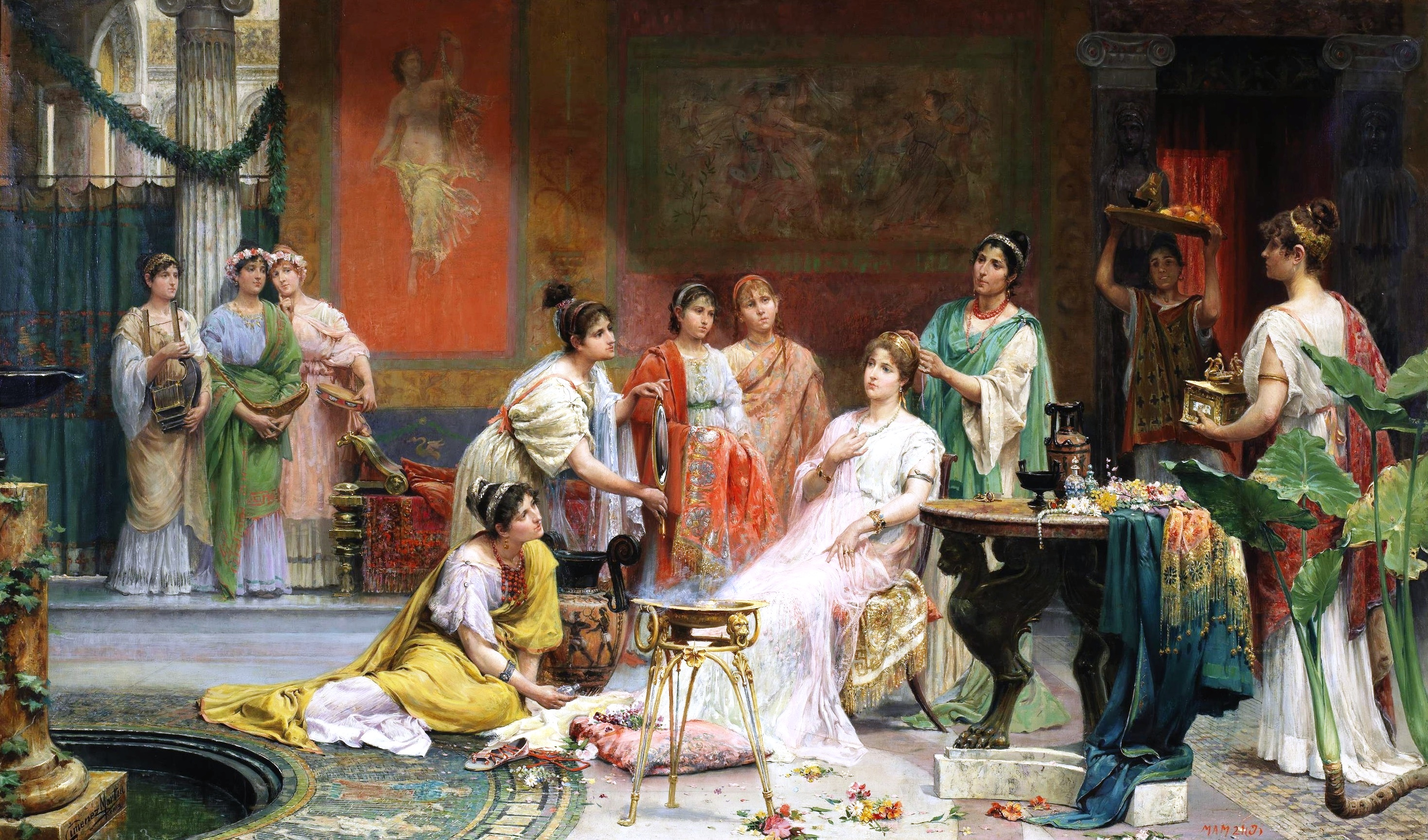
Хуан Хименес Мартин. Туалет римской матроны. Картина второй половины XIX века

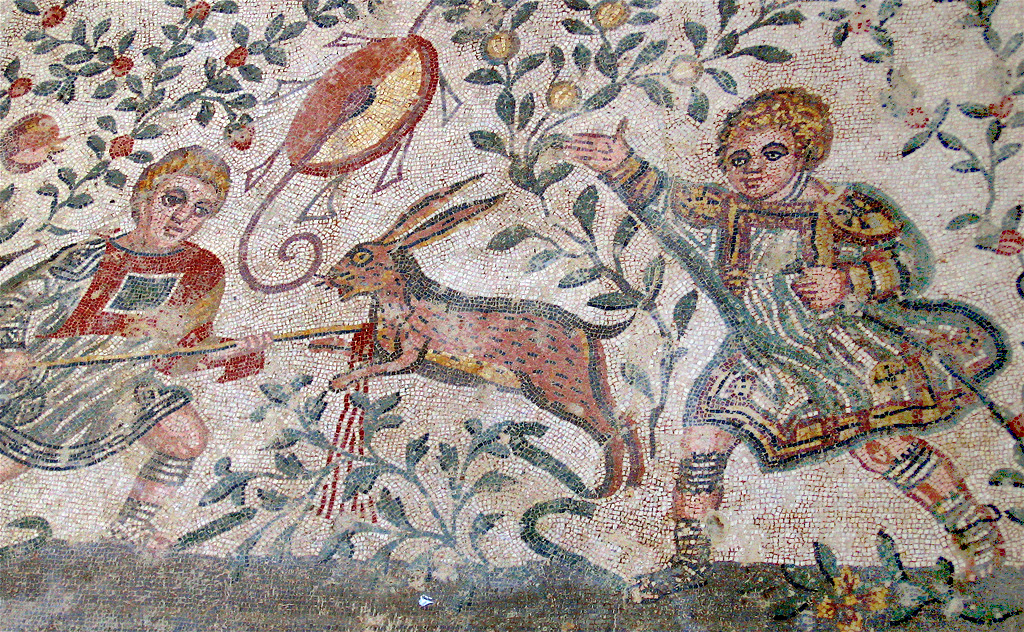
Мальчики с коротко остриженными светлыми волосами, охотящимися на кроликов на мозаике из римской виллы дель Казале, Римская Сицилия, IV век н. э.

Способы стрижки и укладки волос в Древнем Риме существенно менялись на протяжении его истории. Характерной особенностью мужской моды, начиная с III века до н. э. было бритьё усов и бороды, что сохранилось и в эпоху Римской империи. Для женских причёсок было характерно большое многообразие стилей и форм; в моду входило окрашивание и использование париков.

## Мужские причёски
Предполагается, что до конца IV века до н. э. большинство мужчин отращивали бороды и волосы на голове, однако уже III век до н. э. стал «триумфом бритвы». После римского завоевания Греции в Риме в моду вошёл эллинистический обычай бритья бород. Бриться начинали в возрасте 21 года; первое бритьё (лат. depositio barbae) сопровождалось вечеринкой, во время которой молодому мужчине преподносили подарки. Сбритые волосы приносили в жертву богам, а часть их оставляли дома и хранили в шкатулке как дорогой сувенир, напоминающий о совершеннолетии.
Усы и бороду гладко брили, хотя при тогдашней технике бритья (без применения мыла и горячей воды) это было очень неприятно (сатирик Марциал даже утверждал, что самым мудрым существом является козёл, который «носит бороду всю жизнь»). Мужчины с неухоженной длинной бородой могли относиться к трём категориям: мужчины, которые тратили мало средств на собственную внешность или из-за своего низкого социального положения не имели на это денег (например крестьяне); демонстративно показывающие свой траур, горе или несчастье (император Август после поражения Вара несколько месяцев отращивал волосы на голове и бороду); а также философы (прежде всего киники и стоики) как знак мудрости, нонконформизма и презрения ко всему материальному. В период Империи, во II в. н. э., в моду вошли короткие завитые бородки. Начало такой моде положил император Адриан, который скрывал под бородой шрамы и родимые пятна.
В причёсках римлянин обычно следовал моде. До V века до н. э. волосы просто отращивали и носили длинными; incompti capilli («нечёсаные волосы») считались типичной «причёской» в те времена. Затем с около 300 года до н. э., стали носить простые короткие причёски. Во II веке при Антонинах модными стали более длинные волнистые волосы; в III веке — очень короткие причёски, которые создавали впечатление почти лысой головы, что считалось признаком мужественности и строгости.
|                                                                                 |  |  |
| Мода поздней республики: гладко выбритые лица и короткие нерасчёсываемые волосы |  |  |

|                                                                   |  |  |
| Мода ранней империи: бритые лица и длинные нерасчёсываемые волосы |  |  |

|                                                                      |  |  |
| «Греческая» мода времён Антонинов и Северов: завитые волосы и бороды |  |  |

|                                                                         |  |  |
| Мода времён «солдатских императоров»: короткая военная стрижка и щетина |  |  |

|                                                      |  |  |
| Мода поздней империи: бритые лица и стрижка «горшок» |  |  |

## Женские причёски
Женские причёски во времена римской республики также были довольно простыми: волосы расчёсывались на прямой пробор (или без пробора) назад и туго затягивались в узел на затылке, а надо лбом делался валик — нодус («узелок»).
Невесту в день свадьбы причёсывали особым образом: волосы заплетали в шесть кос, поддерживаемых лентами, которые обматывались вокруг головы, а поверх набрасывали оранжевое покрывало — фламмеум (лат. flammeum). Такую же причёску, только с белым покрывалом, носили весталки — она символизировала целомудрие.
Во времена империи в обиход женщин стали входить высокие причёски, в которых в самых разных сочетаниях применяли плетение из кос, а также различные виды завивок. Щипцы для волос назывались calamistrum. Очень популярна была причёска под названием тутулус (лат. tutulus): волосы, завитые в многочисленные крутые локоны, закреплялись надо лбом на проволочном каркасе наподобие кокошника, а на затылке заплетались в мелкие косички и укладывались в виде корзинки. При Флавиях и до Траяна популярными были высокие прически в виде «башни»; локоны, ленты и части парика собирались над лбом. При Адриане в моду вошли снова простые причёски.
Причёски меняли по нескольку раз в день; эта страсть доходила до того, что даже на мраморных бюстах делали съёмные детали для перемены причёсок.
Во времена Республики женщинам запрещалось красить волосы, но со временем запрет перестал соблюдаться. Для окраски волос использовали хенну, пепел и травы. Особенно популярны были красные оттенки, иногда очень яркие (про императрицу Мессалину говорили, что «красный цвет её волос виден на берегах Рейна»), а также голубые и блонд.

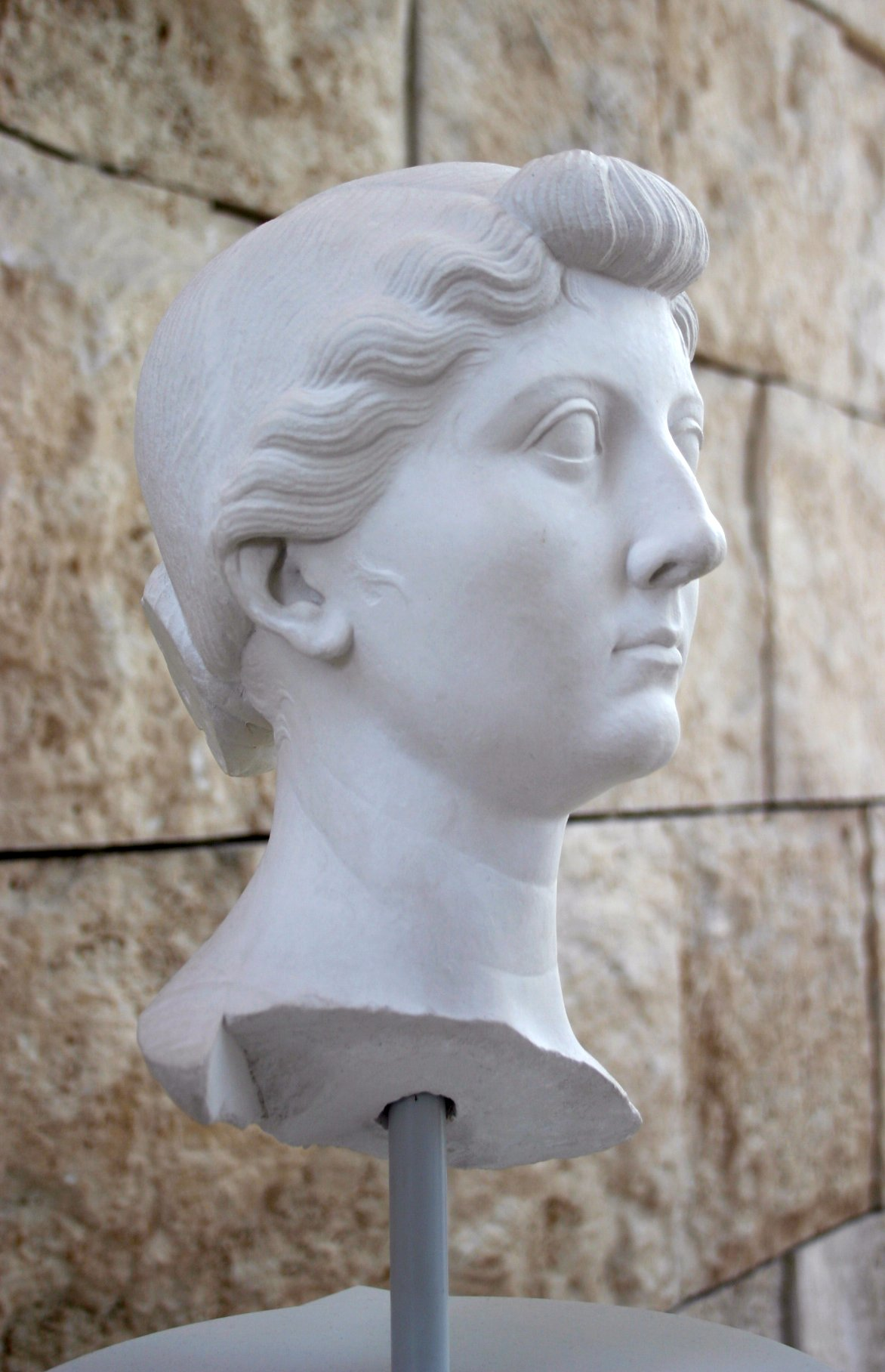
Времена императора Августа
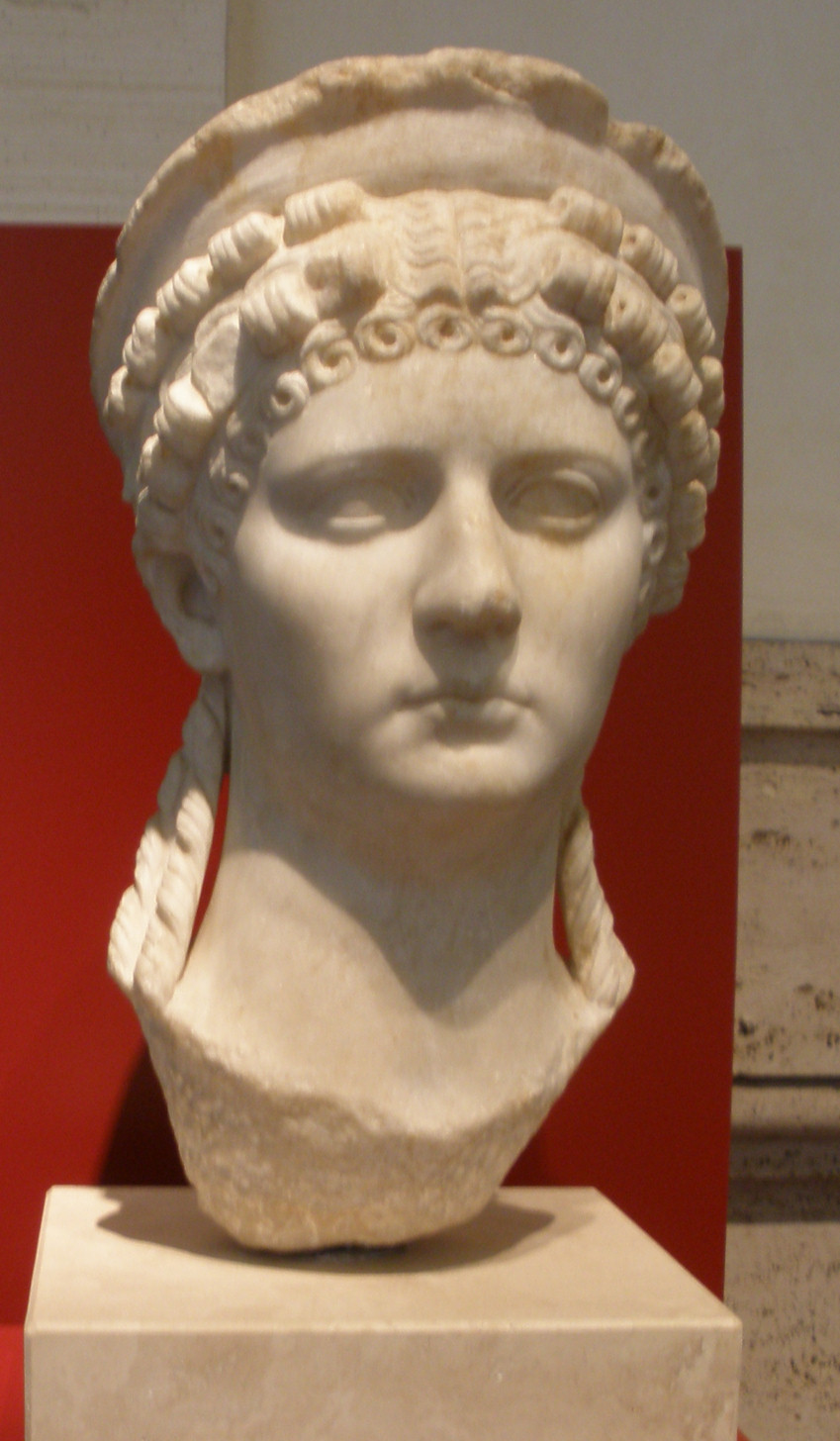
Времена Юлиев-Клавдиев
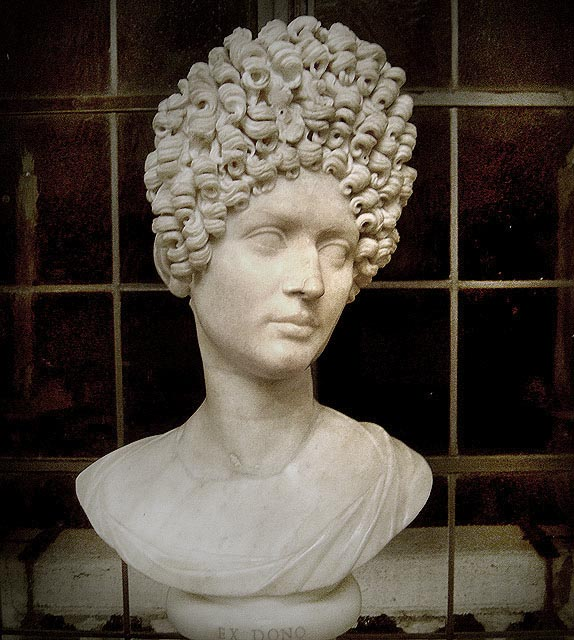
Времена Флавиев — самые избыточные прически
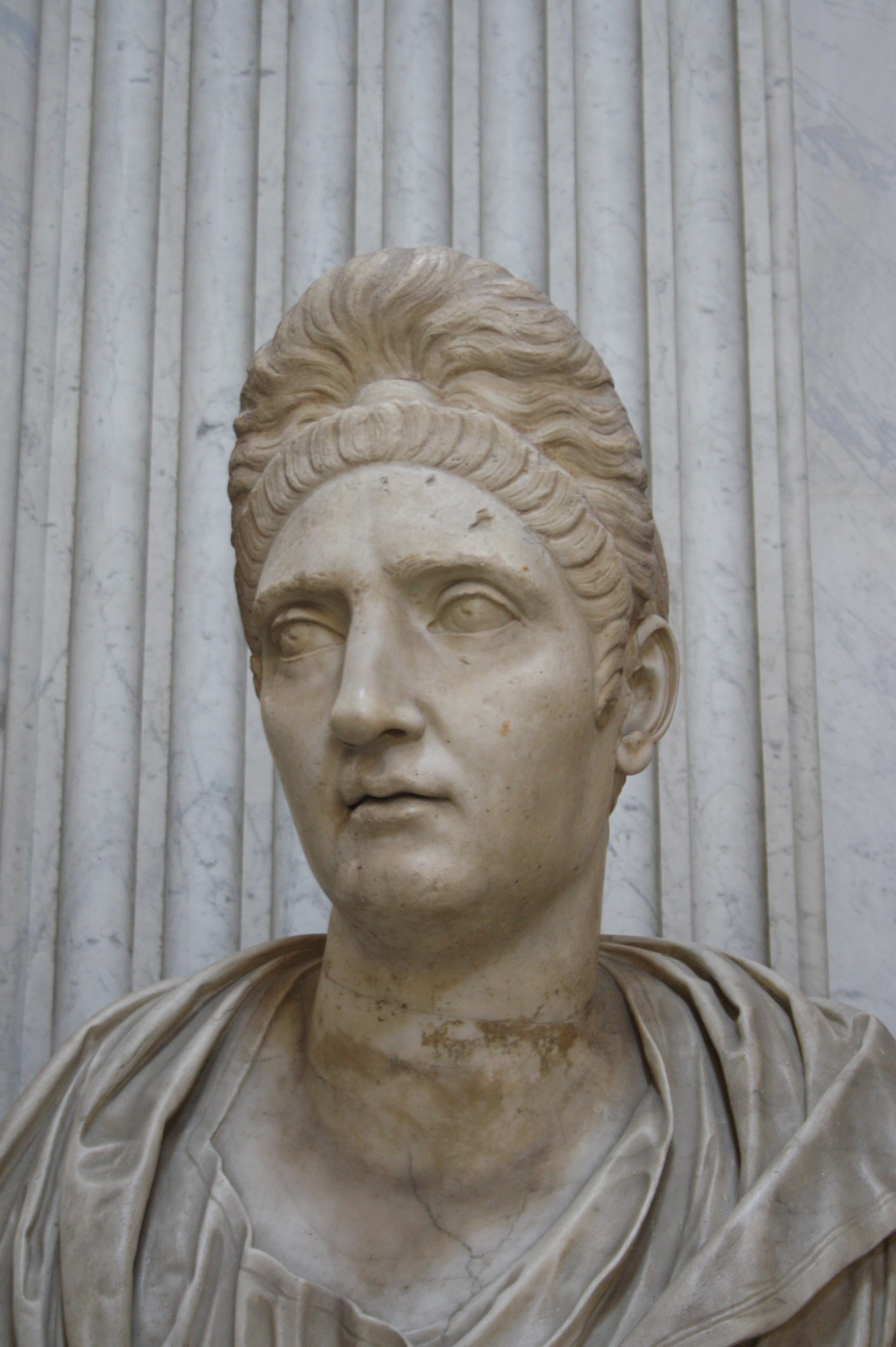
Времена Траяна — возвращение к минимализму
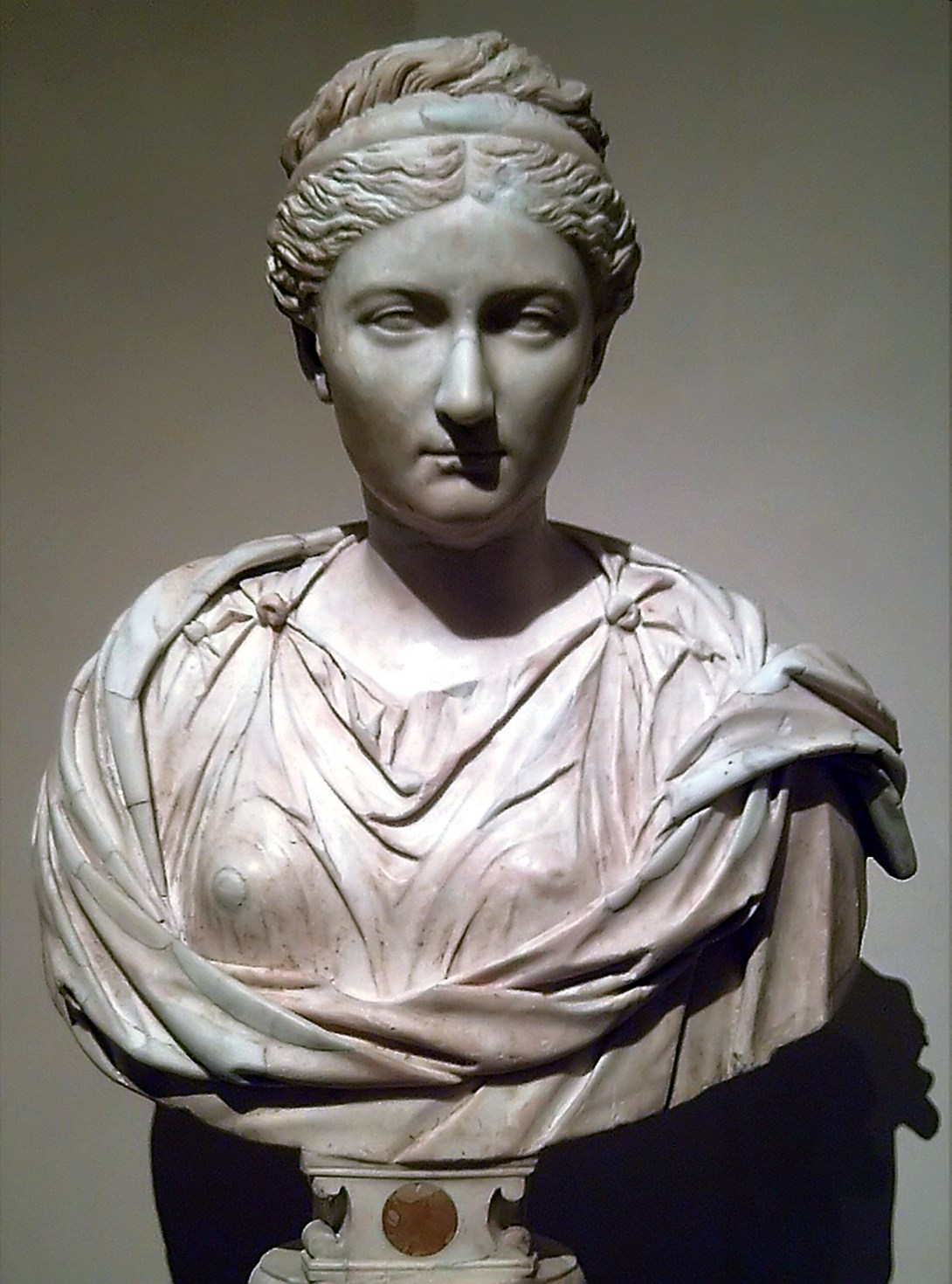
Времена Адриана
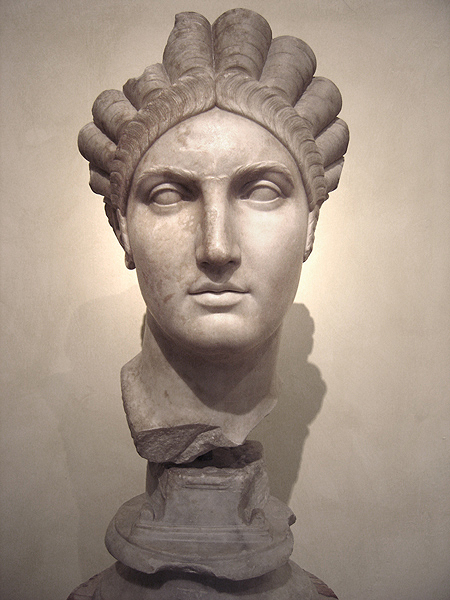
Времена Антонинов
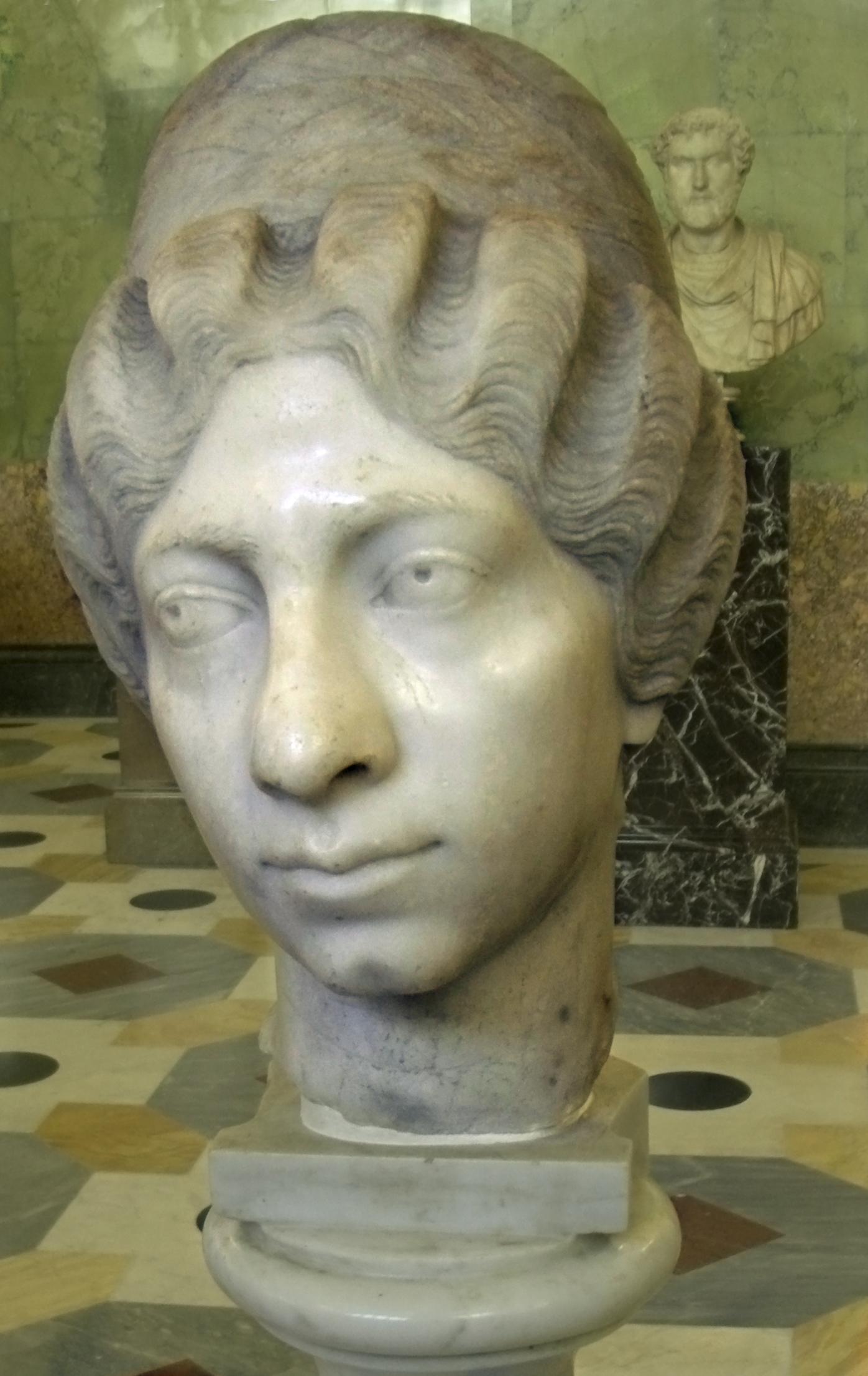
Времена Антонинов
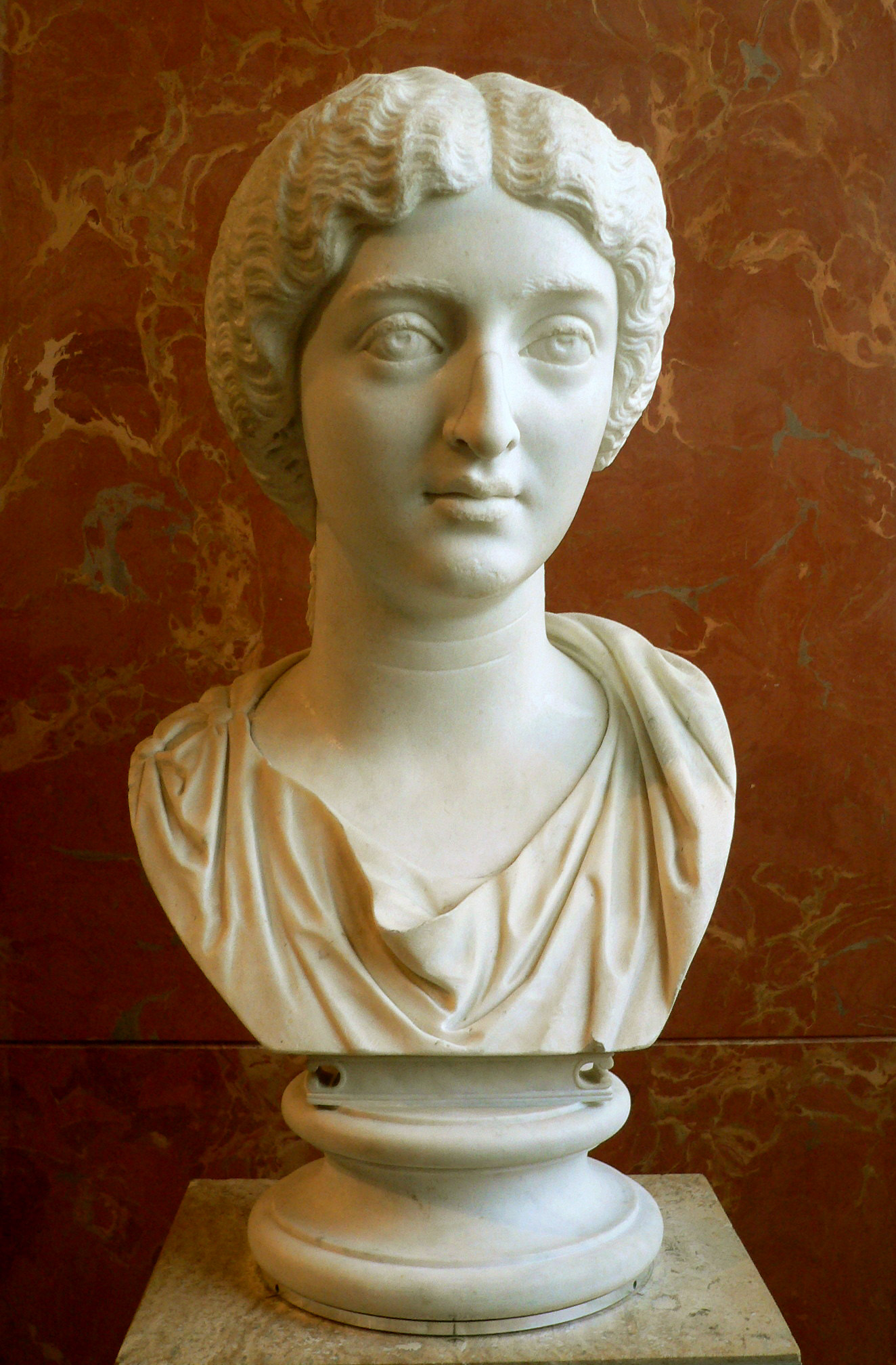
Времена Антонинов
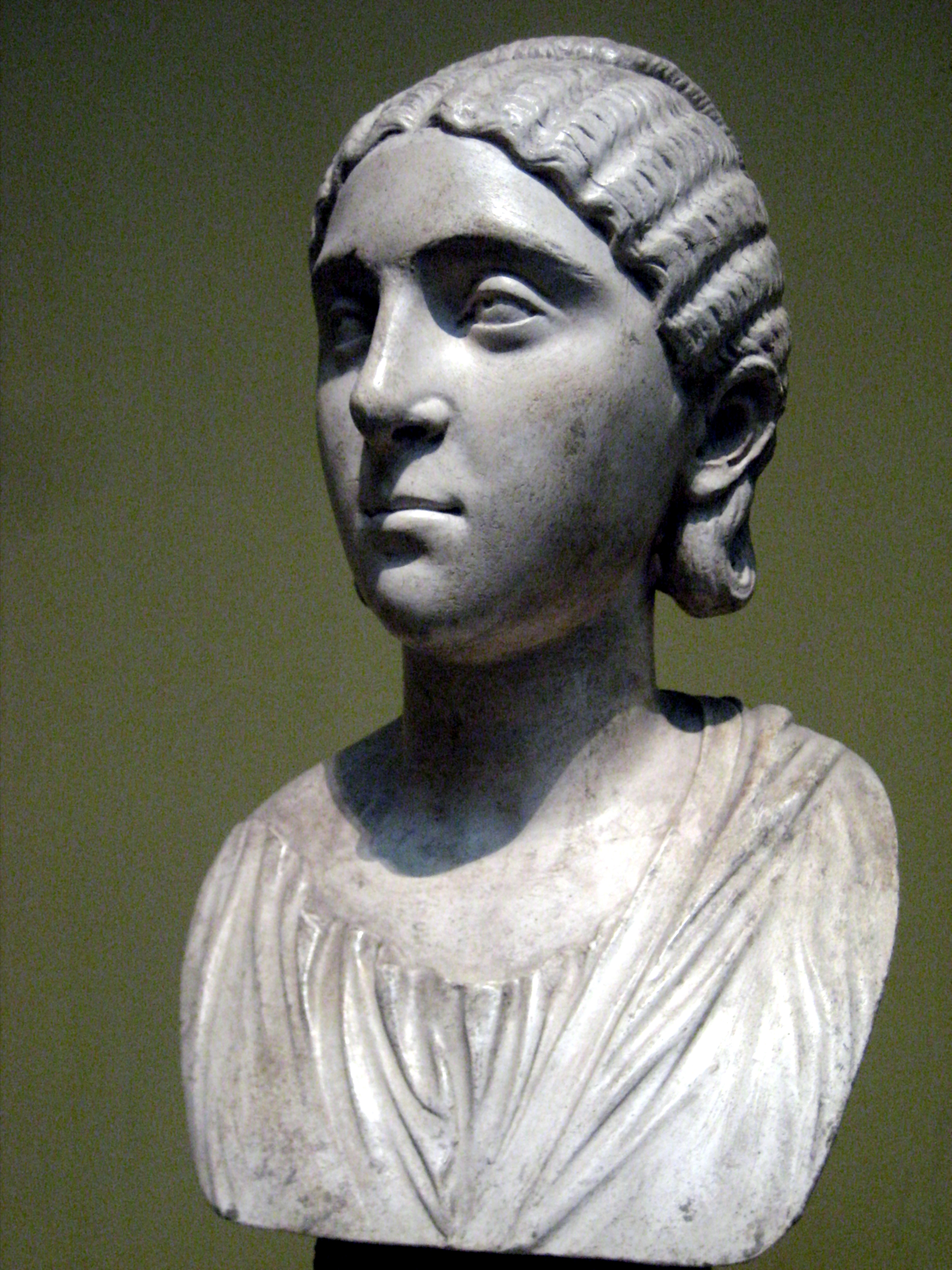
Времена Северов
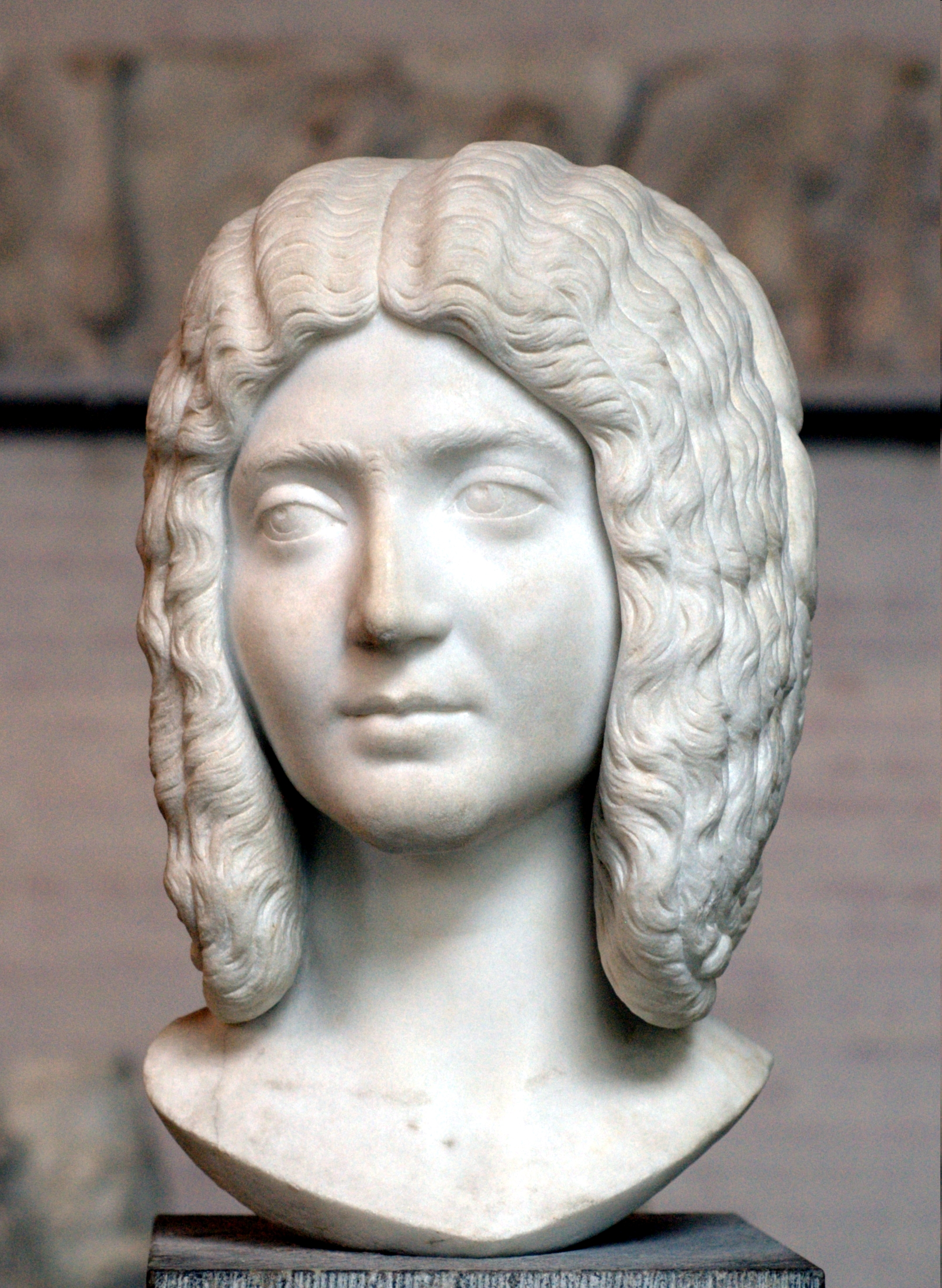
Времена Северов
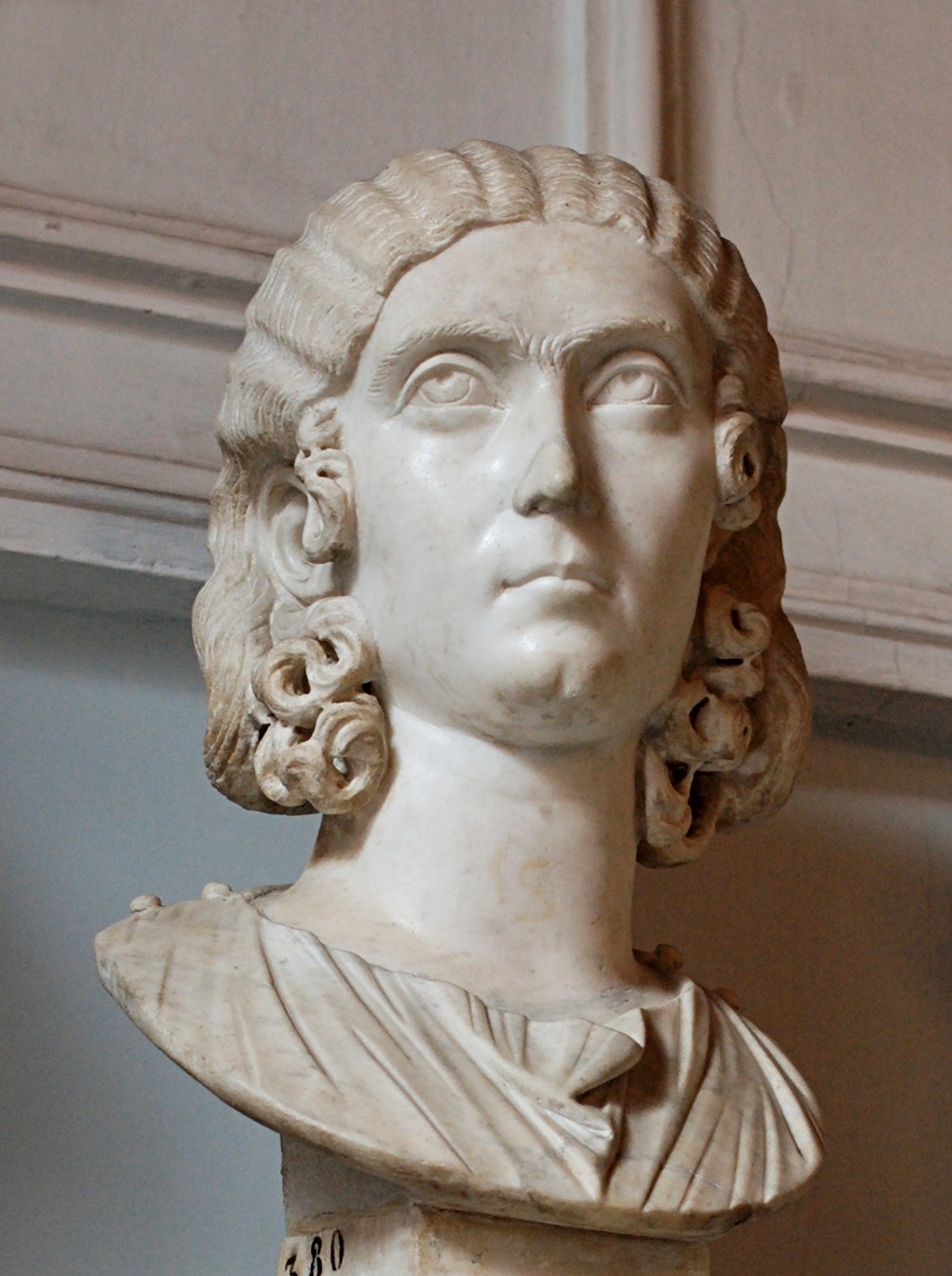
Времена Северов
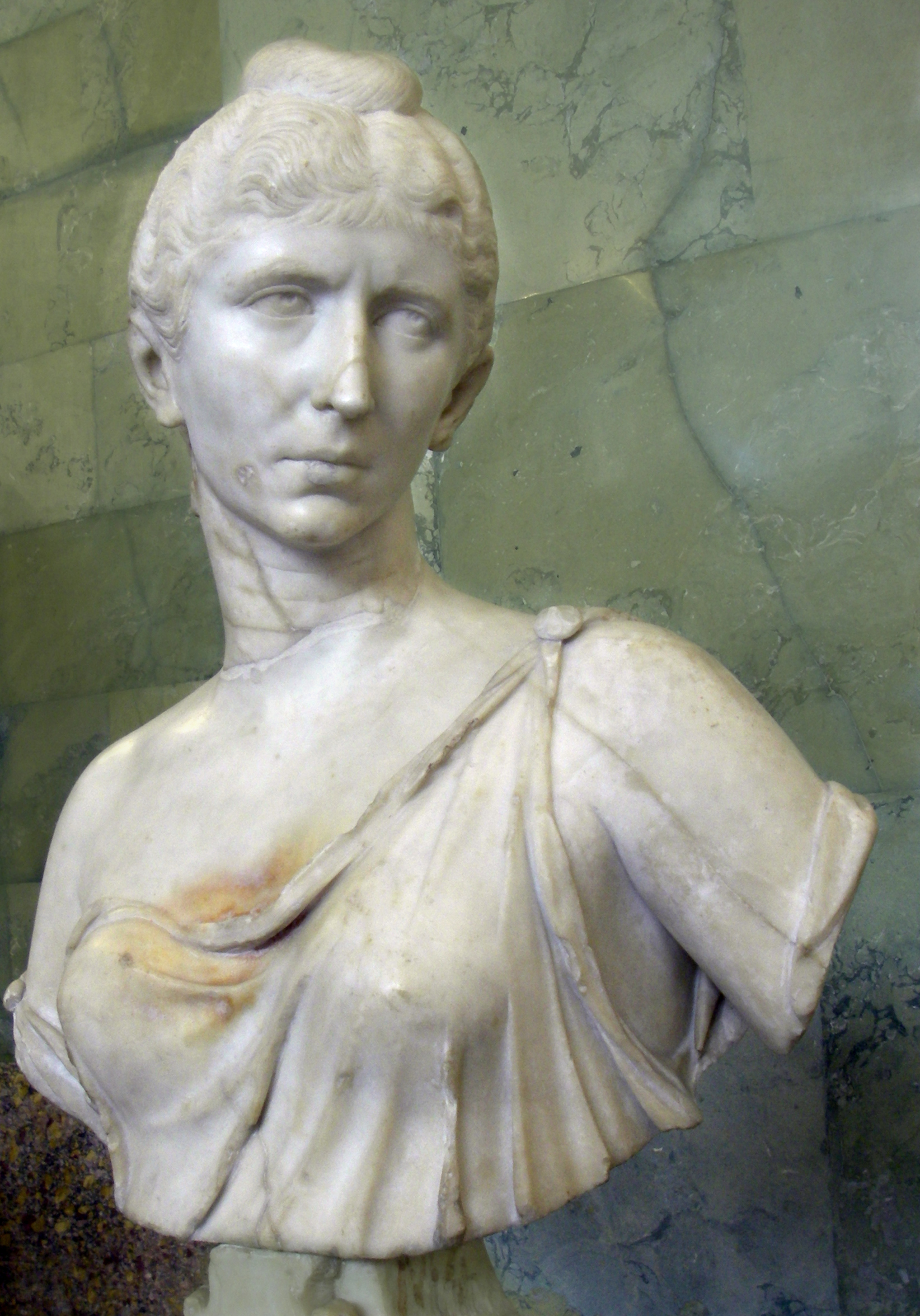
Времена солдатских императоров

## Парики
Парики (лат. capillamentum, galerus) носили по большей части женщины, скрывавшие тем самым плохой рост волос, неудавшееся окрашивание или чрезмерное использование щипцов для завивки. Широко использовались искусственные волосы, придававшие причёске форму. Мужчины также иногда использовали парики, чтобы оставаться неузнанными, например, императоры Калигула и Нерон, или скрывали лысину (император Отон). Изготовители париков и искусственных бровей жили в Риме в отдельном районе вблизи цирка Фламиния. Парики делали из натуральных волос. Больше всего ценились белокурые волосы галльских женщин.